# William Baumol
William Jack Baumol (Nova Iorque, 26 de fevereiro de 1922 – 4 de maio de 2017) foi um economista americano.
William J. Baumol, diretor acadêmico do Centro Berkley para o Empreendedorismo e Inovação da Universidade de Nova York, era professor emérito da Universidade de Princeton.
Foi professor de economia na Universidade de Nova Iorque, diretor acadêmico do Centro Berkley para o Empreendedorismo e Inovação da Universidade de Nova York, e professor emérito da Universidade de Princeton.
Baumol é um autor prolífico de vários livros e centena de artigos. O foco principal de Baumol era o mercado de trabalho e outros fatores que afetam a economia. Fez significantes contribuições à teoria do empreendedorismo e a história do pensamento econômico. Foi indicado a candidato do Prêmio Nobel de Economia.[carece de fontes?]

## Pesquisas

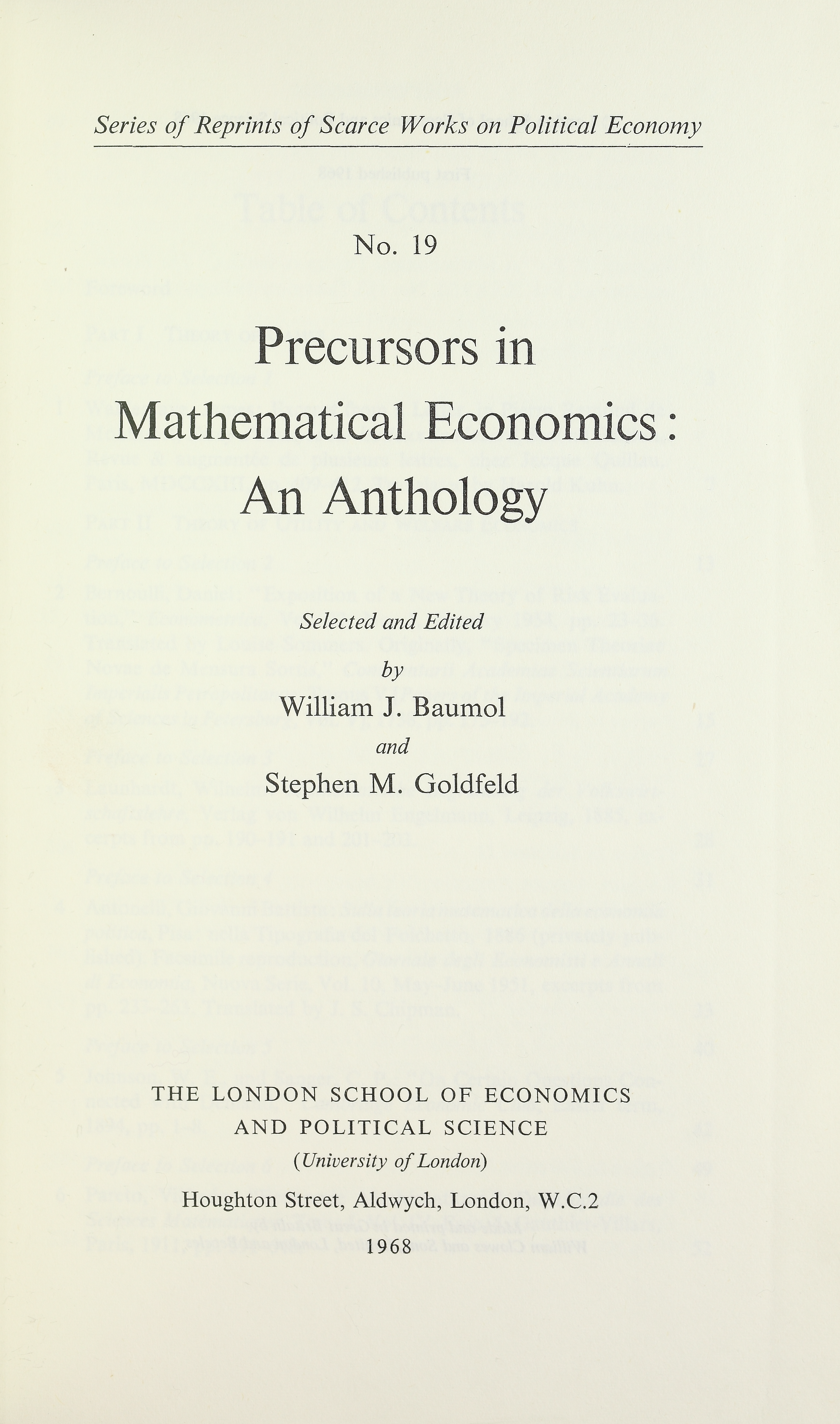
Precursors in mathematical economics, 1968

Entre suas mais famosas contribuições estão a Teoria do mercado disputado, o Modelo Baumol-Tobin de demanda transacional por dinheiro, a Doença dos custos, o Modelo de maximização de receita das vendas e o Imposto pigouviano. Suas pesquisas em economia ambiental. reconheceu o papel fundamental de não-convexidades em causar falhas de mercado.
Baumol também foi um dos principais contribuintes para a transformação do campo das finanças, e publicou as contribuições para as áreas da eficiência dos mercados de capitais, a teoria da carteira, e orçamento de capital.

## Principais Publicações
- "Community Indifference", 1946, RES
- "A Community Indifference Map: A construction", 1949, RES.
- "A Formalization of Mr. Harrod's Model", 1949, EJ.
- "The Analogy between Producer and Consumer Equilibrium Analysis", with Helen Makower, 1950, Economica.
- Economic Dynamics, with R. Turvey, 1951.
- "The Transaction Demand for Cash: An inventory-theoretic approach", 1952, QJE.
- "The Classical Monetary Theory: The outcome of the discussion", with G.S. Becker, 1952, Economica.
- Welfare Economics and the Theory of the State, 1952.
- "Firms with Limited Money Capital", 1953, Kyklos.
- Economic Processes and Policies, with L.V. Chandler, 1954.
- "More on the Multiplier Effect of a Balanced Budget", with M.H. Peston, 1955, AER.
- "Acceleration without Magnification", 1956, AER.
- "Variety in Retailing", with E.A. Ide, 1956 Management Science.
- "Speculation, Profitability and Stability", 1957, REStat.
- "Activity Analysis in One Lesson", 1958, AER.
- "On the Theory of Oligopoly", 1958, Economica.
- "Topology of Second Order Linear Difference Equations with Constant Coefficients", 1958, Econometrica.
- "The Cardinal Utility which is Ordinal", 1958, EJ.
- Business Behavior, Value and Growth, 1959.
- "Integer Programming and Pricing", with R.E. Gomory, 1960, Econometrica.
- Economic Theory and Operations Analysis, 1961.
- "What Can Economic Theory Contribute to Managerial Economics?", 1961, AER.
- "Pitfalls in Contracyclical Policies: Some tools and results", 1961, REStat.
- "The Theory of Expansion of the Firm", 1962, AER.
- "Stocks, Flows and Monetary Theory", 1962, QJE.
- "An Expected Gain-Confidence Limit Criterion for Portfolio Selection", 1963, Management Science.
- "Rules of Thumb and Optimally Imperfect Decisions", with R. E. Quandt, 1964, American Economic Review, 54, p. 23-46
- "Decomposition, Pricing for Decentralization and External Economics", with T.Fabian, 1964, Management Science.
- "On the Performing Arts: the anatomy of their economic problems", with W.G. Bowen, 1965, AER.
- "Investment and Discount Rates Under Capital Rationing", with R.E.Quandt, 1965, EJ.
- "Informed Judgement, Rigorous Theory and Public Policy", 1965, Southern EJ.
- The Stock Market and Economic Efficiency, 1965.
- Performing Arts: the economic dilemma, 1966.
- "The Ricardo Effect in Point-Input, Point-Output Case", 1966, Essays in Mathematical Economics in Honor of Oskar Morgenstern.
- "Macroeconomics of Unbalanced Growth: The anatomy of urban crisis", 1967, AER.
- "Calculation of Optimal Product and Retailer Characteristics", 1967, JPE.
- "The Firm's Optimal Debt-Equity Combination and the Cost of Capital", with B.G. Malkiel, 1967, QJE.
- "Error Produced by Linearization in Mathematical Programming", with R. Bushnell, 1967, Econometrica.
- "The Dual of Nonlinear Programming and its Economic Interpretation", with M.L.Balinski, 1968, RES.
- "Entrepreneurship in Economic Theory", 1968, May, American Economic Review
- "On the Social Rate of Discount", 1968, AER.
- "On the Discount Rate for Public Projects", 1969, Analysis and Evaluation of Public Expenditures.
- "Input Choices and Rate-of-Return Regulation: An overview of the discussion", with A.K.Klevorick, 1970, Bell JE.
- "Optimal Departures from Marginal Cost Pricing", with D.F. Bradford, 1970, AER.
- "The Economics of Athenian Drama", 1971, QJE.
- Environmental protection, International Spillovers and Trade, 1971.
- "On the Economics of the Theatre in Renaissance London" with Mary Oates, 1972, Swedish JE.
- "The Dynamics of Urban Problems and its Policy Implications", 1972, in Preston and Corry, editors, Essays in Honor of Lord Robbins.
- "Taxation and the Control of Externalities", 1972, AER.
- "Detrimental Externalities and Non-Convexity of the Production Set", with D.F. Bradford, 1972, Economica.
- "The Transformation of Values: What Marx 'Really' Meant", 1974, JEL.
- The Theory of Environmental Policy, with W.E.Oates, 1975.
- Economics, Environmental Policy and Quality of Life, with W.E.Oates and S.A. Batey Blackman 1979.
- Contestable Markets and the Theory of Industry Structure, with J.C. Panzar and R.D. Wilig, 1982
- "Contestable Markets: An Uprising in the Theory of Industry Structure", 1982, "AER".
- Microtheory: Applications and origins, 1986
- Superfairness: Application and theory, with D. Fischer, 1986
- "The Optimal Cash Balance Proposition: Maurice Allais' Priority", with J. Tobin, 1989, JEL
- Productivity and American Leadership: The long view, with S.A. Batey Blackman and E.N. Wolff, 1989.
- Entrepreneurship: Productive, Unproductive and Destructive, Journal of Political Economy, Vol. 98(3), pp. 893–921, 1990
- Perfect Markets and Easy Virtue: Business ethics and the invisible hand, with S.A. Batey Blackman, 1992
- Entrepreneurship, Management and the Structure of Profit, 1993.
- The Free Market Innovation Machine: Analyzing the Growth Miracle of Capitalism, 2002.
- Good Capitalism, Bad Capitalism, and the Economics of Growth and Prosperity, co-authored with Robert Litan and Carl J. Schramm, 2007
- The Cost Disease: Why Computers get Cheaper and Health Care Doesn't, 2012